# Toulicia pulvinata
Toulicia pulvinata är en kinesträdsväxtart som beskrevs av Ludwig Radlkofer. Toulicia pulvinata ingår i släktet Toulicia och familjen kinesträdsväxter. Inga underarter finns listade i Catalogue of Life.